# Zangelānlū
Zangelānlū (persiska: زنگلانلو, Zangalānli) är en ort i Iran.   Den ligger i provinsen Khorasan, i den nordöstra delen av landet, 700 km öster om huvudstaden Teheran. Zangelānlū ligger 695 meter över havet och antalet invånare är 802.
Terrängen runt Zangelānlū är kuperad. Runt Zangelānlū är det ganska glesbefolkat, med 36 invånare per kvadratkilometer. Närmaste större samhälle är Chāpeshlū, 19,9 km nordväst om Zangelānlū. Omgivningarna runt Zangelānlū är i huvudsak ett öppet busklandskap.